# Меньшиков, Михаил Осипович
Михаи́л О́сипович Ме́ньшиков (25 сентября [7 октября] 1859, Новоржев, Псковская губерния — 20 сентября 1918, близ озера Валдай, Валдайский уезд, Новгородская губерния) — русский гидрограф, журналист, публицист и общественный деятель. Сотрудник газет «Неделя», «Новое Время» и ряда других изданий. Издатель-редактор журнала «Письма к ближним». Один из идеологов «Всероссийского национального союза» и Союза для борьбы с детской смертностью. Сторонник расизма. Один из первых русских литераторов, расстрелянных большевиками. Значимый автор для русских националистов постсоветского периода.

## Биография
Михаил Меньшиков родился 25 сентября (7 октября) 1859 года в Новоржеве Псковской губернии. Отец — Осип Семенович Меньшиков (1833—1886), коллежский регистратор, родом из семьи священника. Мать — Ольга Андреевна Меньшикова (урожд. Шишкина; 1826—1874), из обедневшего дворянского рода, владелица села Юшкова Опочецкого уезда Псковской губернии. Братья — Леонид (1858—1885), Владимир (1867— после 1918).
Образование получил в Опочецком уездном училище, после поступил в Техническое училище Морского ведомства в Кронштадте. Участвовал в нескольких морских экспедициях, во время которых посвящал свободное время писательству. Опубликовал в ряде изданий очерки заграничного плавания на фрегате «Князь Пожарский», которые позднее были выпущены отдельной книгой «По портам Европы» в 1879 году.
Меньшиков продолжил публицистическую деятельность, печатался в «Кронштадтском Вестнике», в «Морской газете» и «Техническом сборнике». В 1892 году Меньшиков вышел в отставку в чине штабс-капитана и посвятил себя литературе. Он устроился постоянным корреспондентом в газету «Неделя», а позднее стал её секретарём и ведущим публицистом.
В связи с закрытием «Недели» Меньшиков становится сотрудником газеты «Новое время» под редакцией А. С. Суворина. Являлся ведущим публицистом газеты с 1901 по 1917 год. Начинает вести в газете рубрику «Из писем к ближним». Фельетоны из этой рубрики с 1902 года издавались в ежемесячном журнале «Письма к ближним», издателем и редактором которого был Меньшиков.
Меньшиков стал инициатором создания Всероссийского национального союза (ВНС) весной-летом 1908 года, которому дал имя и для которого разработал программу и устав. Позднее ВНС имел фракцию в Государственной думе. В Союз вошли умеренно-правые элементы образованного русского общества: национально настроенные профессора, военные в отставке, чиновники, публицисты, священнослужители.
Несмотря на свой статус основателя и идеолога ВНС, во время выборов в Государственную Думу IV-го созыва в 1912 году выступает с резкой критикой «делания выборов» администрацией в ходе избирательной кампании, выступая защитником конституционных начал и подвергавшихся давлению властей октябристов в противовес официозным националистам. Такая позиция Михаила Меньшикова вызвала большое недоумение в правых кругах, в то время как его статьи на эту тему охотно цитировались в оппозиционной прессе.
Во время Февральской революции Меньшиков остался без работы в газете. Весной 1917 года под предлогом «отпуска» Меньшиков был фактически отстранён от работы в «Новом времени». На зиму 1917—1918 года Меньшиковы остались на Валдае. 1—14 сентября 1918 года Меньшикова арестовали, а через пять дней, 20 сентября 1918 года, Михаил Меньшиков был расстрелян на берегу Валдайского озера на глазах его шестерых детей. По словам жены Меньшикова, судьями и организаторами расстрела были чекисты Якобсон, Давидсон, Гильфонт и комиссар Губа. Двумя днями позже появилась заметка в «Известиях»: «Чрезвычайным полевым штабом в Валдае расстрелян известный черносотенный публицист Меньшиков. Раскрыт монархический заговор, во главе которого стоял Меньшиков. Издавалась подпольная черносотенная газета, призывающая к свержению советской власти». Как писал в последних записках из тюрьмы сам Михаил Меньшиков, с ним «сводили счёты» за его прежние нововременские статьи о «еврейском засилье в России».
Могила Михаила Меньшикова находится на старом городском кладбище города Валдая (Новгородская область), рядом с церковью Петра и Павла.

#### Память
В 1993 году родственники публициста добились посмертной реабилитации писателя. В 1995 году новгородские писатели при поддержке Администрации общественности Валдая укрепили на бывшей усадьбе Меньшикова мраморную мемориальную доску. Последние слова на ней гласят: «Расстрелян за убеждения».
В сентябре 1995 года на Валдае прошли первые Меньшиковские чтения, посвященные наследию Михаила Осиповича Меньшикова, впоследствии ставшие ежегодными. Организатором чтений выступало Общероссийское движение поддержки флота. В 2022 году чтения прошли в Московском Доме Национальностей. Их тема: «Молодежь, армия и флот в контексте духовного и публицистического наследия М. О. Меньшикова». В 2023 году — на площадке Санкт-Петербургского государственного морского технического университета.

##### Семья[3]
В 1-м браке у М. О. Меньшикова — сын — Яков Михайлович Меньшиков (1888—1953). В 1907 году окончил Царскосельскую Императорскую Николаевскую гимназию. Получил юридическое образование. После 1917 года эмигрировал во Францию. Работал чернорабочим, затем шофером такси. Одновременно посещал лекции в Сорбонне. Член Союза русских адвокатов за границей, Союза русских писателей и журналистов в Париже. Секретарь правления Русской академической группы в Париже (с 1951). Читал лекции в Русском научном институте (1950—1952).
Жена (2-й брак М.Меньшикова) — Мария Владимировна Меньшикова (урожд. Поль, в первом браке — замужем за Л.Афанасьевым; 1876—1945). Ее дочь от первого брака — Ольга Леонидовна (в замуж. Самсонова) (1899—1957).
- Лидия (в замуж. Васильева; 1907/8—1994)
- Михаил (1912—1922)
- Григорий (1910, Царское Село — 1991, Вырица). Жена — Валентина Сильвестровна Микша (1911—1992). Сыновья: Григорий (род. в 1931), Владимир (род. в 1945).
- Ольга (1911—?; в замуж. Поспелова). Ее сын — Михаил Борисович Поспелов (1929—2008). Ольга Михайловна, которая работала учительницей, в советские годы сохранила архив отца[17]; Ольга Михайловна и ее сын, М. Б. Поспелов, начали публикацию статей М.Меньшикова[18][19][20].
- Мария (1914—2002, Санкт-Петербург; в замуж. Симо). Ее муж — Кирилл Петрович Симо, сын дьякона, который был репрессирован[21]. Их сын — Дмитрий Кириллович Симо (1938—2013)[22].
- Татьяна (в замуж. Ловчиновская: 1916—2002). Жила в Санкт-Петербурге.

## Взгляды
Первый русский журналист — сторонник расизма. Стремился, хотя и без большого успеха, ввести расовую парадигму в русское националистическое движение.
В 1902 году скептически отнёсся к показанной ему рукописи «Протоколы сионских мудрецов». В своей статье «Заговоры против человечества», опубликованной в номере «Нового времени» от 7 (20) апреля 1902 года, Меньшиков назвал распространителей «Протоколов» «людьми с повышенной температурой мозга». Эта статья считается первым упоминанием «Протоколов» в печати. Сомнительности «Протоколов» Меньшиков противопоставляет реальную, на его взгляд, опасность со стороны пангерманизма, панмонголизма и подобных течений.
Ссылаясь на растиражированное прессой США выступление банкира Германа Лёба (нем. Hermann Loeb) в Филадельфии 18 февраля 1911 года, а также на представленные В. П. фон Эгертом данные для Государственного Совета, Меньшиков писал в статье «Коленопреклоненная Россия» (фактически это абзац дословного перевода сообщения в газетах New York Sun, Tribune и The New York Times, приведённый в названной работе фон Эгерта), что «евреи всего мира объявили войну России. Для обширного северного славянского племени нет больше ни денег от евреев, ни симпатии с их стороны — ни в парламентской области, ни в печати, но вместо того неуклонная вражда… Если в Америке собирается огромный фонд с целью наводнения России душегубами и террористами, то нашему правительству об этом стоит подумать. Неужели и нынче государственная наша стража ничего вовремя не заметит (как в 1905 году) и не предупредит беды?».
Национализм Всероссийского национального союза характеризуется как «консервативное западничество», стремление (в соответствии с развивавшимися на Западе идеями национализма) утвердить в России наиболее важным понятие «народность».

## Влияние
Значимая фигура для русских националистов постсоветского периода. Для многих «национал-патриотов» он является культовой фигурой и примером для подражания. Панегирик Меньшикову помещён в первый номер националистического журнала «Вопросы национализма» (2010).

## Публицистика
Переписывался с Л. Н. Толстым, Н. С. Лесковым, М. В. Нестеровым, И. Д. Сытиным, Д. И. Менделеевым и А. П. Чеховым.

## Критика и отзывы
Среди произведений Аркадия Аверченко есть крайне язвительные фельетоны о М. О. Меньшикове: «Рождественский рассказ» (1908), «Почести» (1909), «Первый весенний выход Меньшикова» (1914), в который Михаил Осипович показан как бездарный автор, мелочный, жадный и подлый персонаж:
Писатель Валентин Распутин так говорил о Михаиле Меньшикове.

Наше время несправедливо к М.О.Меньшикову уже тем, что открывает его последним и буквально «протирает глаза», забитые архивной пылью третьесортных фигур, перед явлением могучего ума и цельной (даже в противоречиях своих) личности, полностью отданной России.

## Публикации
- По портам Европы. 1878—1879 гг. Очерки заграничного плавания на фрегате «Князь Пожарский». — Кронштадт, 1884
- Руководство к чтению морских карт, русских и иностранных. — СПб, 1891
- Чтение русских карт. Условные знаки. (Перевод на французский язык А. Банара). — Париж, 1892
- Лоция Абоских и восточной части Аландских шхер, 1892
- Думы о счастье, 1898
- О писательстве, 1899
- О любви, 1899
- Красивый цинизм, 1900
- Критические очерки. Том 1., 1899
- Критические очерки. Том 2., 1902
- Народные заступники и другие нравственно-бытовые очерки, 1900
- Статьи в газете «Неделя» (1880-е-1901);
- «Из писем к ближним», рубрика в газете «Новое Время» (1901—1917).
- Письма к ближним (журнал). СПб, затем Петроград. (1902—1916)

## Переиздания работ
- Меньшиков М. О. Из писем ближним. — М.: Воениздат, 1991. — 224 с.
- Меньшиков М. О. Письма к русской нации / Составление, вступ. статья и примеч. М. Б. Смолина. — 3-е изд.- М.: Изд-во журнала «Москва», 2002.- 560 с.- (Пути русского имперского сознания). ISBN 5-89097-016-X
- Меньшиков М. О. Национальная Империя: Сборник статей / Составление, вступ. статья, послесловие М. Б. Смолина; Православный центр имперских политических исследований.. — М.: Имперская традиция, 2004. — 512 с. — 3000 экз. — ISBN 5-89097-052-6. (в пер.)
- Меньшиков М. О. Великорусская идея т1, т2 / Сост., предисл., коммент. В. Б. Трофимовой / Отв. ред. О. А. Платонов. — М.: Институт русской цивилизации, 2012. — Т. I. — 688 с. ISBN 978-5-4261-0009-1 ; Т. II. — 720 с. ISBN 978-5-4261-0011-4
- Меньшиков М. О. Письма к ближним: полное собрание «Писем к ближним» М. О. Меньшикова, 1902—1917: в 16 томах. сост., ред. Д. В. Жаворонков. — Санкт-Петербург: «Машина времени» (серия «Незнакомая империя»), 2019-.
  - Т. 1: 1902. — 2019. — 823, [8] с. : ил., портр.; ISBN 978-5-6043827-0-7 : 1000 экз.
  - Т. 2: 1903. — 2020. — 928, [1] с. : ил.; ISBN 978-5-6043827-1-4 : 1000 экз.
  - Т. 3: 1904. — 2021. — 920, [1] с., [1] л. портр. : ил.; ISBN 978-5-6043827-2-1 : 1 000 экз.
  - Т. 4: 1905. — 2022. — 832 с. ил., портр.; ISBN 978-5-6043827-5-2 : 2 000 экз.

### Сноски
1. ↑  Сыновья А. С. Суворина после смерти отца стали распродавать издательство людям, случайным для русской журналистики, а то и просто враждебным России.
2. ↑  «The Jews of the whole world are declaring war against Russia… For the great nortern Slav race there isto be no more Jewis monew, nor Jewis symphaty, parlamentary or journalistic, but in lien of these unrelenting opposition. And Russia is slowely awaking to the meaning of this warfare».